# 炫目迷彩

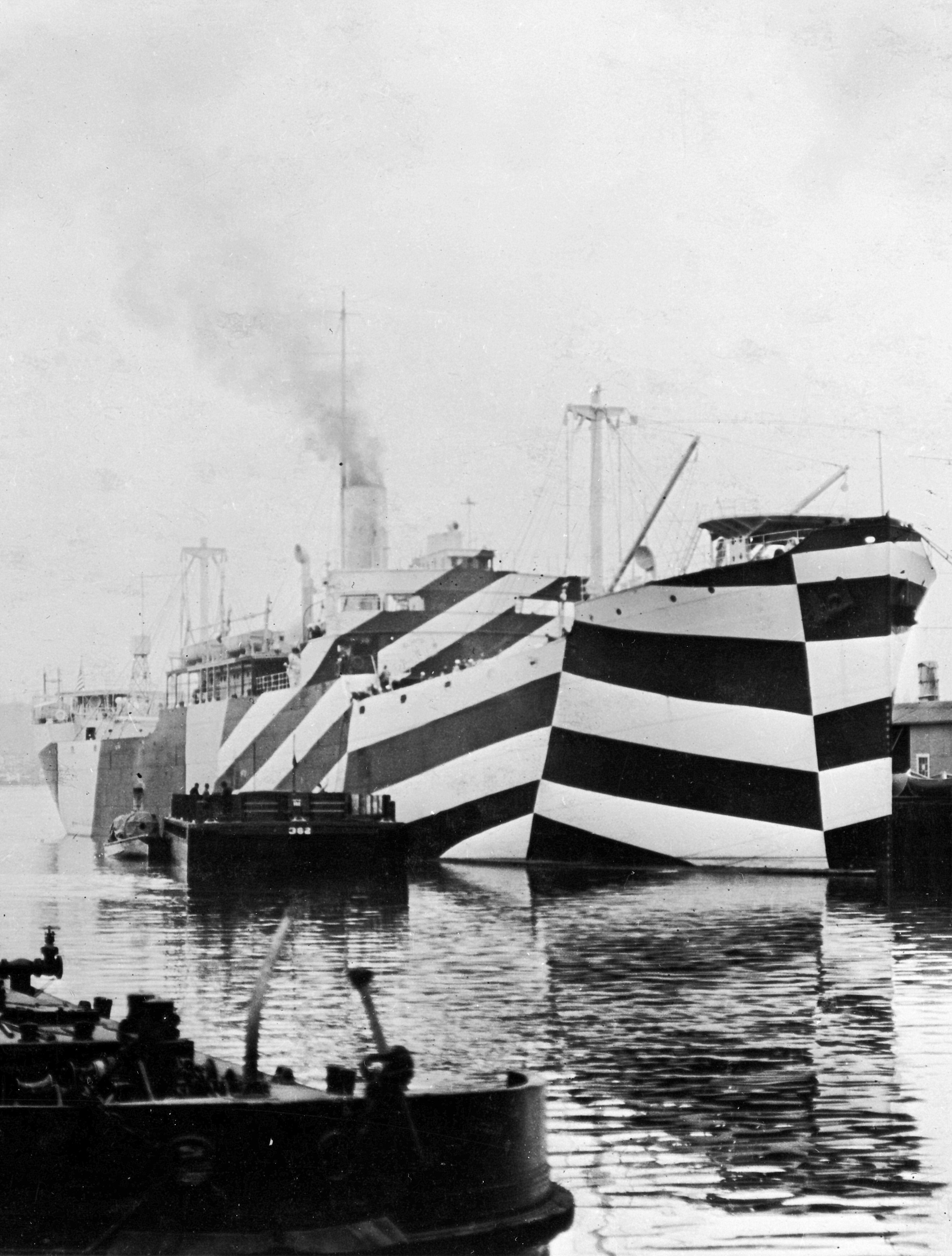
美国海军西莫汉莫特号使用的眩晕迷彩

炫目迷彩（英語：Dazzle camouflage）是一种船只迷彩，广泛使用于一战期间，在二战及之后亦有少量使用。其特点是由色彩对比强烈、交错分布的几何形状组成，以使敌人因错视而无法正确估算船只的距离、速度和航向。诺尔曼·威尔金森在1919年解释称，眩晕迷彩的用途是在敌人炮击时误导敌人使其偏离目标。
英国皇家海军和美国海军对眩晕迷彩进行了少量评估测试，每艘船的炫目迷彩图案有所不同，以避免敌人通过图案认出不同的船只。实际测试了众多迷彩图案，但由于涉及的因素过多，难以确定哪种图案最为有效。
这种迷彩的创始人是英国画家诺尔曼·威尔金森，早前亦有称动物学家约翰·格雷厄姆·克尔受斑马的启示设计了这种迷彩。